# Chân phước Margaret Plantagenet, Nữ Bá tước xứ Salisbury
Margaret Pole, Nữ Bá tước của Salisbury (tiếng Anh: Margaret Pole, Countess of Salisbury; 14 tháng 8 năm 1473 – 27 tháng 5 năm 1541), là một nhà đại quý tộc Anh quốc. Bà là con gái của George Plantagenet, Công tước xứ Clarence, em trai của Quốc vương Edward IV và anh trai của Richard III. Margaret là một trong số ít những người phụ nữ Anh quốc vào thế kỉ XVI nhận được danh hiệu quý tộc trên danh nghĩa của chính mình chứ không thông qua phu quân.
Là một trong số ít những thành viên còn sống sót của nhà Plantagenet sau thời Chiến tranh Hoa Hồng, bà bị xử tử năm 1541 theo lệnh của Henry VIII, con trai của chị họ của bà là Elizabeth xứ York. Giáo hoàng Leo XIII ban chân phước cho bà như một vị thánh tử đạo vào ngày 29 tháng 12 năm 1886.

## Thân thế

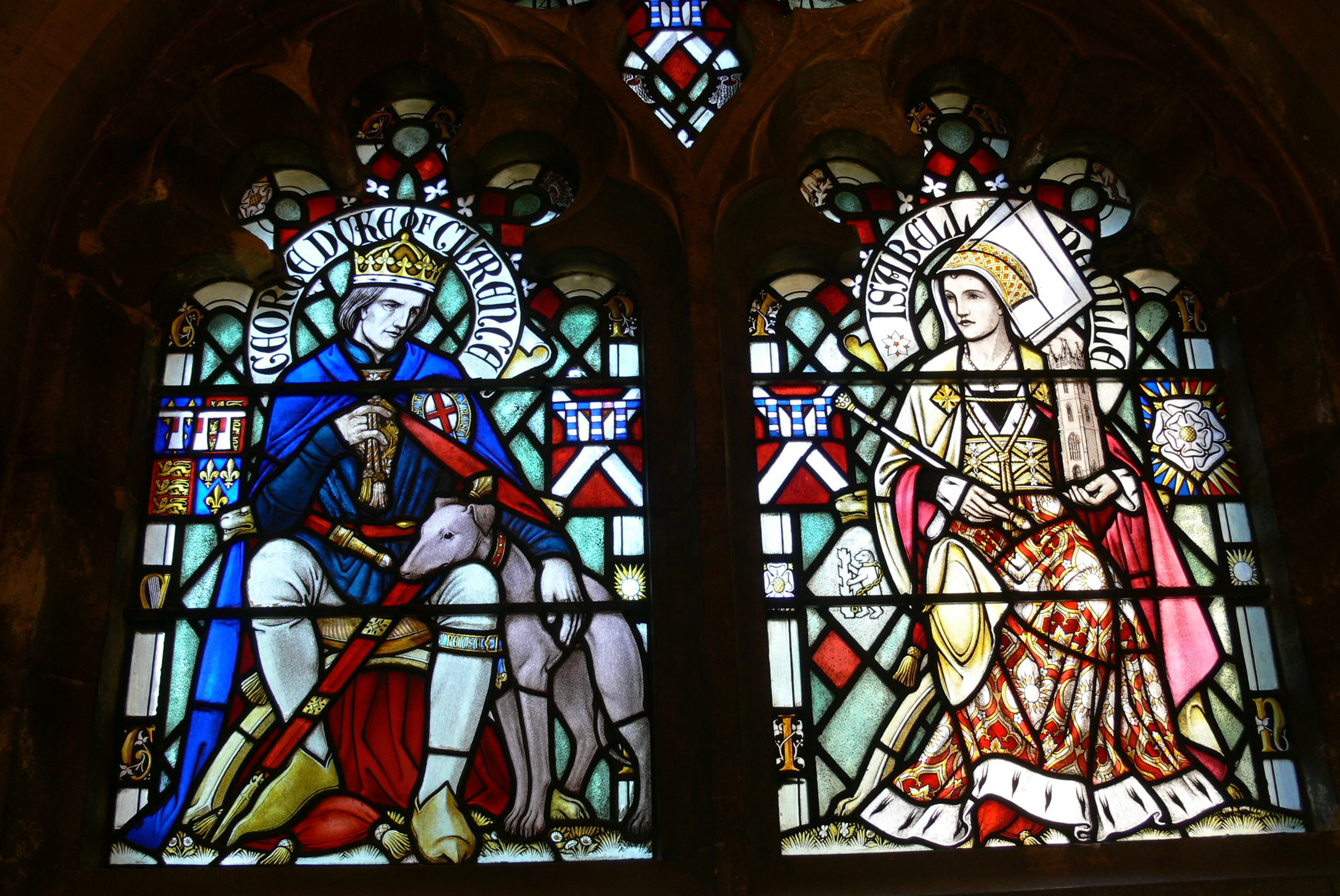
George, Công tước xứ Clarence và vợ là Isabel Neville. Cha mẹ ruột của Margaret.

Margaret Plantagenet chào đời tại Lâu đài Farleigh Hungerford thuộc Somerset, là người con gái duy nhất còn sống sót của George Plantagenet, Công tước xứ Clarence thứ nhất với vợ ông là Isabel Neville. Theo gia thế, Isabel là người dòng họ nhà Neville danh giá của Bắc-Anh, trưởng nữ của Richard Neville, Bá tước xứ Warwick thứ 16, người được xưng gọi Kingmaker, với phu nhân Anne de Beauchamp, Bà Bá tước xứ Warwick. Mà cha bà, George, có mẹ là Cecily Neville, Bà Công tước xứ York - cô ruột của Bá tước Warwick, cũng chính là ông ngoại của bà.
Ông ngoại của bà bị giết trong cuộc nổi dậy chống lại người mà ông ta từng ủng hộ, Quốc vương Edward IV của Anh, tại Trận Barnet. Phụ thân của bà, được tấn phong Công tước xứ Clarence, sau đó được thừa hưởng thêm chức Bá tước xứ Salisbury và Warwick qua họ Neville của vợ.
Về sau, Vua Edward IV tuyên bố em trai của Margaret là Edward Plantagenet, theo phép lịch sự nên được gọi là [Bá tước Warwick], song trên thực tế Edward không bao giờ được nhận danh hiệu quý tộc nào. Margaret có tư cách tuyên bố chủ quyền đối với Lãnh địa Bá tước Warwick, nhưng lãnh địa bá tước bị bãi bỏ sau khi em trai bà bị lật đổ. Mẹ và em trai út của Margaret qua đời khi bà mới lên 3 tuổi, và cha của bà đã hạ lệnh giết chết hai người hầu mà ông ta nghĩ là hung thủ đầu độc vợ con của mình. Sau đó, George lập kế hoạch chống lại anh trai là Vua Edward IV, rồi bị xét xử và hành quyết; tất cả đất đai và tước vị của George bị sáp nhập vào sự quản lý trực tiếp của Quốc vương.
Không lâu sau, Quốc vương Edward IV chết khi Margaret mới lên 10 tuổi, và chú của bà là Richard, Công tước xứ Gloucester, tuyên bố cuộc hôn nhân của Edward cùng những đứa con của ông là bất hợp pháp, còn Margaret và em trai bà Edward không có tư cách kế vị do tội lỗi phụ thân họ gây ra. Kết hôn với Anne Neville, dì ruột của Margaret, Richard tự xưng Vương, tức Richard III. Vua Richard III đưa những đứa trẻ tới Lâu đài Sheriff Hutton ở Yorkshire. Không lâu sau ông ta bị đánh bại và giết hại năm 1485 tại Trận Bosworth bởi Henry Tudor, người sau đó tự Henry VII. Vị tân vương cưới chị họ của Margaret, Elizabeth xứ York, con gái của Edward IV, và Margaret cùng em trai của bà bị đặt dưới quyền kiểm soát của họ.

## Vào triều
Em trai của bà là Edward khi đó còn thơ ấu, nhưng lại là một trong những người có khả năng đòi ngôi vị cho phe nhà York, do đó Henry VII nhanh chóng sắp xếp và chuyển Edward tới Tháp London để giám sát. Cuối cùng, Edward được đem ra cho dân chúng thị chúng tại Nhà nguyện St Paul năm 1487 để đáp lại việc có kẻ tên là Lambert Simnel giả xưng làm "Bá tước Warwick" để hô hào các lãnh chúa Ireland nổi dậy. Ít lâu sau, chính xác là tháng 11 năm 1487, Henry VII chỉ hôn Margaret cho anh họ của ông, Sir Richard Pole, có mẹ là người chị khác cha của thân mẫu nhà vua, Lady Margaret Beaufort. Khi Perkin Warbeck tự xưng là đứa con trai của Vua Edward IV được cho là đã chết, Richard, Công tước xứ York, thì sang năm 1499, em trai của Margaret bị luận tội và xử tử vì âm mưu bỏ trốn. Theo đó, Vua Henry VII kiểm soát những lãnh địa của gia đình Công tước Clarence sau khi em trai bà bị kết án tử mà không có hậu duệ.
Richard Pole tham gia rất nhiều vào chính sự trong triều đình của Henry VII, ông là Tổng quản cho Arthur, Thân vương xứ Wales, cũng là trưởng tử của nhà vua. Khi Arthur kết hôn với Catalina xứ Aragón, Margaret trở thành một trong những Thị tùng, nhưng công việc này của bà dừng lại khi Arthur chết vào năm 1502, khiến Catherine trở thành góa phụ và do đó không cần Thị tùng nữa. Năm 1504, chồng của bà là Richard qua đời, thế là Margaret phải sống trong cảnh góa bụa với 5 đứa con, và những khoản thu ít ỏi từ đất đai của nhà chồng, không có trợ cấp và không đủ sống, Vua Henry VII phải cấp tiền cho đám tang của Richard. Để giải quyết tình trạng khó khăn, Margaret gửi người con thứ ba là Reginald Pole cho Nhà thờ, ở đó ông ta có một sự nghiệp rạng rỡ khi về sau khi trở thành ứng viên cho ngôi vị Giáo hoàng và sau đó làm Tổng Giám mục Canterbury. Tuy nhiên, ông ta luôn bực bội đối với người mẹ đã bỏ rơi mình. Thêm vào đó, Margaret, không đủ tiền để nuôi sống bản thân và các con, buộc phải trú ở Tu viện Syon gần các nữ tu sau khi chồng mất. Cuộc sống của bà cứ như thế cho đến khi được triệu về triều sau lễ đăng quang của Henry VIII.

## Nữ Bá tước xứ Salisbury

### Tiến đến địa vị

Huy hiệu của Margaret Pole khi là Nữ Bá tước của Salisbury.

Năm 1509, Henry VIII lên ngôi Quốc vương nước Anh, ông ttuyên bố kết hôn với Catalina của Aragón, và thế là Margaret lại trở thành một trong số những Thị tùng của Vương hậu mới. Năm 1512, Nghị viện khôi phục cho bà tước hiệu ["Bá tước xứ Salisbury"], và do đó bà nhận được trợ cấp 5000 marks (tương đương £2666.13s.4d). Một đạo luật tương tự cũng khôi phục cho Margaret quyền cai quản lãnh địa Salisbury, trong khi các lãnh địa ở Warwick và Spencer vẫn dưới quyền quản lý của nhà Vua.
Là Nữ Bá tước của xứ Salisbury, Margaret quản lí tốt đất đai của bà, và tính đến trước năm 1538, bà là người phụ nữ giàu có thứ 3 ở Anh quốc. Con trai trưởng của bà, Henry Pole, được tấn phong ["Nam tước Montagu"], một trong số những lãnh địa của nhà Neville; ông đại diện gia đình tại Viện quý tộc. Con trai thứ hai của bà, Arthur Pole, là một cận thần trung thành, một trong 6 thành viên của Hội đồng Cơ mật cho nhà Vua Henry VIII. Ông ta gặp rắc rối khi thượng cấp Công tước Buckingham bị kết tội phản quốc năm 1521. Và dù sớm lấy lại địa vị, Arthur lại chết khi còn trẻ vào khoảng năm 1526, từng kết hôn với người thừa kế của Roger Lewknor. Sau cái chết của Arthur, con trai Henry của Margaret ép góa phụ của Arthur phải thề sống trinh bạch trong quãng đời còn lại để bảo tồn di sản cho các con họ Pole của bà. Con gái duy nhất của Margaret là Ursula kết hôn với con trai của Công tước xứ Buckingham, Henry Stafford, nhưng sau khi Công tước Buckingham thất thế, cặp vợ chồng bị tước đi hầu hết đất phong của họ. Con trai thứ 3 của Margaret, Reginald Pole, du học ở Padua và làm linh mục ở Exeter và Dorset, cuối cùng trở thành giáo sĩ ở York, tuy nhiên không bao giờ ông ta được tấn phong Giám mục. Ông làm sứ giả của Henry VIII đến Paris năm 1529, và thuyết phục nhà thần học Sorbonne chấp nhận nhà Vua li dị với Catherine xứ Aragon để có thể cưới Anne Boleyn. Con trai út của Margaret là Geoffrey Pole, lập gia đình với Constance, con gái của Edmund Pakenham, và thừa kế lãnh địa Lordington ở Sussex.
Vào lúc ấy, Nữ Bá tước Margaret nhận được nhiều sự ủng hộ ở triều đình. Sau vụ lùm xùm về đất phong với Henry VIII năm 1518; nhà vua phải tặng bà đất đai ở Somerset, vốn thuộc sở hữu của họ ngoại nhà vua là nhà Beaufort và sau đó hợp nhất với ngôi Vương. Năm 1520, Margaret được bổ làm quản gia cho con gái của Henry, Vương nữ Mary; năm sau, khi các con trai bà bị nghi ngờ dính dáng tới Công tước Buckingham, bà bị cắt chức, nhưng lại phục chức trở lại vào năm 1525 với vị thế còn cao hơn trước. Khi Mary bị tuyên bố là con ngoại hôn vào năm 1533, Margaret từ chối đưa những đồ dùng, vàng bạc và phục sức công chúa của Mary trả về triều. Dưới sức ép của Henry VIII, Mary bị trục xuất khỏi triều đình vào cuối năm, và Margaret đề nghị tự mình chi trả trợ cấp hằng ngày cho Mary nhưng bị từ chối. Khi Đại sứ của Thánh chế La Mã là Eustace Chapuys đề nghị rằng 2 năm sau Mary sẽ được giao lại từ Margaret, Vua Henry VIII từ chối, gọi bà là ["kẻ ngốc, và không có kinh nghiệm gì sất"]. Khi Vương hậu thứ hai của Henry VIII là Anne Boleyn bị kết tội ngoại tình và bị xử tử vào năm 1536, Margaret được phép trở về triều, dù chỉ trong thời gian ngắn. Trong thời gian bị trục xuất khỏi triều đình, Nữ Bá tước dành phần lớn thời gian sống tại Lâu đài Warblington ở Hampshire và Tu viện Bisham ở Berkshire.

### Thất thế
Tháng 5 năm 1536, Reginald Pole dứt khoát đứng về phe phản đối nhà vua, bản thân Reginald cũng đã cảnh báo về mối nguy hiểm đến từ cuộc hôn nhân với Anne Boleyn và cực kỳ phản đối quyết định ly khai La Mã của Vua Henry. Ông trở lại Padua năm 1532, và nhận tiền bổng lộc từ nước Anh lần cuối vào tháng 12 cùng năm. Chapuys đề nghị Hoàng đế Karl V của Thánh chế La Mã rằng Reginald nên kết hôn với Mary để thống nhất quyền đòi hỏi hợp pháp đối với ngai vàng của nước Anh từ hai dòng dõi của họ. Chapuys cũng liên lạc với Reginald thông qua em trai của ông ta là Geoffrey, và Reginald hồi đáp bằng cách gửi đến vua Henry VIII cuốn sách nhỏ của ông ta, gọi là Pro ecclesiasticae unitatis defensione, hay De unitate, phủ nhận địa vị của Henry trong cuộc hôn nhân với Catherine xứ Aragon. Bên cạnh đó, Reginald cũng kêu gọi các vị Vua chúa châu Âu hợp sức lật đổ Henry ngay lập tức. Với tình thế này, Vua Henry VIII viết thư cho Margaret, và bà lại viết cho con trai mình bức thư mắng ông ta là "kẻ điên rồ"
Năm 1537, Reginald trở thành Hồng y. Giáo hoàng Paul III giao cho ông ta nhiệm vụ hỗ trợ Pilgrimage of Grace và các phong trào có liên quan, những nỗ lực nhằm gây ra một cuộc bạo động ở London với âm mưu lập một chính phủ Công giáo vững chắc thay thế vương triều của Henry. Cả François I của Pháp lẫn Hoàng đế Karl V đều tán thành việc này, và chính phủ Anh bí mật sai sát thủ để giết ông ta. Năm 1539, Reginald được đưa đến chỗ Hoàng đế để bàn với lệnh cấm vận đối với nước Anh — và bàn với các biện pháp mà theo ông ta nghĩ là Henry sẽ đưa ra để đối phó với tình hình. Ngay lập tức, Geoffrey Pole bị bắt vào tháng 8 năm 1538; ông ta thường xuyên trao đổi thư từ với Reginald và Henry Courtenay, Hầu tước Exeter (anh em họ của Henry VIII và Geoffrey). Geoffrey đã van xin Thomas Cromwell, người bắt giữ và thẩm vấn ông ta, và sau cuộc thẩm vấn thì Geoffrey nói anh cả của ông, Nam tước Montagu, và ngài Hầu tước Exeter đều trao đổi thư từ thường xuyên với Reginald. Ngay lập tức thì Montagu, Exeter, và Margaret đều bị bắt giữ vào tháng 11 năm 1538.
Tháng 1 năm 1539, Geoffrey được ân xá, và con trai Margaret là Henry, Nam tước Montagu (và em họ Exeter) bị xét xử vì tội phản quốc. Tháng 5 cùng năm, lần lượt Henry, Margaret, Exeter và những người khác bị kết tội theo cái cách mà phụ thân của bà năm xưa từng bị. Điều này có nghĩa họ bị tước hết đất đai và phong hiệu ở miền Nam nước Anh, những căn cứ cực kì thuận lợi để hỗ trợ cho cuộc xâm lược từ bên ngoài. Một phần của chỉ dụ, Cromwell làm ra một chiếc áo dài thắt ngang lưng có hình [Năm Vết thương của Chúa; Five Wounds of Christ], để chứng tỏ sự ủng hộ của Margaret đối với Công giáo La Mã và sự cai trị của con trai bà là Reginald cùng con gái nhà vua là Lady Mary. Với bằng chứng này, 6 tháng sau, nhà và tư trang của bà đều bị tịch thu. Bà bị kết tội tử hình và thời gian hành hình là do chính nhà Vua quyết định.
Nữ Bá tước Margaret Pole, bây giờ đã bị tước đi danh hiệu Bá tước, bị giam ở Tháp London trong suốt hai năm rưỡi. Bà, cùng người cháu nội là Henry (con trai của Nam tước Montagu), và con trai của Exeter bị giam cùng một chỗ và được trợ cấp sinh hoạt bởi nhà Vua. Bà bị những người hầu theo dõi sát sao và nhận được nhiều quần áo theo mùa do chỉ thị của triều đình. Trước đó năm 1540, Cromwell bị thất sủng, bị bắt và xử tử.

## Hành hình
Sáng ngày 27 tháng 5 năm 1541, Margaret Pole được thông báo rằng bà sẽ chết trong một giờ nữa. Bà trả lời mình không có tội gì để phải bị giết. Tuy nhiên, bà sau đó bị dẫn tới một nơi nằm trong khuôn viên Tháp London. Ở đó một khối gỗ đã được chuẩn bị thay vì giàn giáo. Vì thân phận cao quý của mình, bà không bị đem thị chúng trước khi xét xử. Có hai ghi chép tồn tại về cuộc hành hình: của Marillac, sứ thần Pháp; và của Chapuys, sứ thần Thánh chế La Mã.
Họ ghi lại khác nhau, theo Marillac, tường trình 2 ngày sau đó, thì cuộc hành hình diễn ra ở một góc tòa tháp với rất ít người chứng kiến, tường trình này bị nghi ngờ về độ tin cậy. Chapuys viết 2 tuần sau ngày ấy rằng đã có 150 nhân chứng có mặt bao gồm Thị trưởng London. Ông viết rằng: ["Đầu tiên, khi bà ấy biết mình sắp chết, bà ấy có thái độ rất lạ, không biết chứng cứ gì buộc tội mình, cũng không biết bị kết án như thế nào"], và vì đao phủ vừa bị đưa lên phía Bắc chiến đấu với quân phản loạn, người thi hành án là ["Một thanh niên ngớ ngẩn và tồi tệ, hắn đã chặt mảnh đầu và vai của bà thành từng mảnh theo một cách đáng thương nhất!"]. Theo một tường trình khác, được mô tả trong Burke's Peerage như một lời giải thích kinh hoàng trước cái chết của bà, nhấn mạnh rằng Margaret từ chối đặt đầu mình lên thớt chém, nói: ["Đó là việc làm của những đứa phản bội, còn ta thì không"]. Theo đó, bà quay đầu lại và nói với đao phủ rằng nếu ông ta muốn thủ cấp của bà, ông ta hãy tự đến lấy nó nếu có thể. Bà bị đao phủ dùng rìu tấn công tới chết. Sau khi bị chém đầu, Margaret được chôn cất ở trong Nhà nguyện của Nhà thờ St Peter ad Vincula, một nhà thờ nhỏ nằm bên trong Tháp London.
Con trai của bà, Reginald Pole, nói rằng ông sẽ: ["... Không cảm thấy ái ngại khi là con của một người tử vì đạo"]. Vì thế bà trở nên nổi tiếng trong giới Công giáo và được phong chân phước ngày 29 tháng 12 năm 1886 bởi Giáo hoàng Leo XIII.

## Tổ tiên
| \| \| \| \| \| \| \| \| \| \| \| \| \| \| \| \| \| \| \| \| 16. Edmund xứ Langley, Công tước xứ York thứ nhất[19] \| \| \| \| \| \| \| \| \| \| \| \| \| \| \| \| \| \| \| \| \| \| \| \| \| \| \| \| \| \| \| \| \| \| \| \| \| \| \| \| \| \| \| \| \| \| \| \| \| \| \| \| \| \| 8. Richard xứ Conisburgh, Bá tước xứ Cambridge thứ 3[19] \| \| \| \| \| \| \| \| \| \| \| \| \| \| \| \| \| \| \| \| \| \| \| \| \| \| \| \| \| \| \| \| \| \| \| \| \| \| \| \| \| \| \| \| \| \| \| \| \| \| \| \| \| \| 17. Isabella xứ Castile, Bà Công tước xứ York[19] \| \| \| \| \| \| \| \| \| \| \| \| \| \| \| \| \| \| \| \| \| \| \| \| \| \| \| \| \| \| \| \| \| \| \| \| \| \| \| \| \| \| \| \| \| \| \| \| \| \| \| \| \| \| 4. Richard Plantagenet, Công tước thứ 3 xứ York[20] \| \| \| \| \| \| \| \| \| \| \| \| \| \| \| \| \| \| \| \| \| \| \| \| \| \| \| \| \| \| \| \| \| \| \| \| \| \| \| \| \| \| \| \| \| \| \| \| \| \| \| \| \| \| 18. Roger Mortimer, Bá tước xứ March thứ 4[21] \| \| \| \| \| \| \| \| \| \| \| \| \| \| \| \| \| \| \| \| \| \| \| \| \| \| \| \| \| \| \| \| \| \| \| \| \| \| \| \| \| \| \| \| \| \| \| \| \| \| \| \| \| \| 9. Anne de Mortimer[19] \| \| \| \| \| \| \| \| \| \| \| \| \| \| \| \| \| \| \| \| \| \| \| \| \| \| \| \| \| \| \| \| \| \| \| \| \| \| \| \| \| \| \| \| \| \| \| \| \| \| \| \| \| \| 19. Lady Alianore Holland[21] \| \| \| \| \| \| \| \| \| \| \| \| \| \| \| \| \| \| \| \| \| \| \| \| \| \| \| \| \| \| \| \| \| \| \| \| \| \| \| \| \| \| \| \| \| \| \| \| \| \| \| \| \| \| 2. George Plantagenet, Công tước thứ nhất xứ Clarence[22] \| \| \| \| \| \| \| \| \| \| \| \| \| \| \| \| \| \| \| \| \| \| \| \| \| \| \| \| \| \| \| \| \| \| \| \| \| \| \| \| \| \| \| \| \| \| \| \| \| \| \| \| \| \| 20. John Neville, Nam tước Neville thứ 3 xứ Raby[23] \| \| \| \| \| \| \| \| \| \| \| \| \| \| \| \| \| \| \| \| \| \| \| \| \| \| \| \| \| \| \| \| \| \| \| \| \| \| \| \| \| \| \| \| \| \| \| \| \| \| \| \| \| \| 10. Ralph de Neville, Bá tước xứ Westmorland thứ nhất (=24)[24] \| \| \| \| \| \| \| \| \| \| \| \| \| \| \| \| \| \| \| \| \| \| \| \| \| \| \| \| \| \| \| \| \| \| \| \| \| \| \| \| \| \| \| \| \| \| \| \| \| \| \| \| \| \| 21. Hon. Maud de Percy[23] \| \| \| \| \| \| \| \| \| \| \| \| \| \| \| \| \| \| \| \| \| \| \| \| \| \| \| \| \| \| \| \| \| \| \| \| \| \| \| \| \| \| \| \| \| \| \| \| \| \| \| \| \| \| 5. Cecily Neville[20] \| \| \| \| \| \| \| \| \| \| \| \| \| \| \| \| \| \| \| \| \| \| \| \| \| \| \| \| \| \| \| \| \| \| \| \| \| \| \| \| \| \| \| \| \| \| \| \| \| \| \| \| \| \| 22. John xứ Gaunt, Công tước thứ nhất xứ Lancaster[25] \| \| \| \| \| \| \| \| \| \| \| \| \| \| \| \| \| \| \| \| \| \| \| \| \| \| \| \| \| \| \| \| \| \| \| \| \| \| \| \| \| \| \| \| \| \| \| \| \| \| \| \| \| \| 11. Lady Joan Beaufort (=25)[24] \| \| \| \| \| \| \| \| \| \| \| \| \| \| \| \| \| \| \| \| \| \| \| \| \| \| \| \| \| \| \| \| \| \| \| \| \| \| \| \| \| \| \| \| \| \| \| \| \| \| \| \| \| \| 23. Katherine Swynford[25] \| \| \| \| \| \| \| \| \| \| \| \| \| \| \| \| \| \| \| \| \| \| \| \| \| \| \| \| \| \| \| \| \| \| \| \| \| \| \| \| \| \| \| \| \| \| \| \| \| \| \| \| \| \| 1. Margaret Plantagenet \| \| \| \| \| \| \| \| \| \| \| \| \| \| \| \| \| \| \| \| \| \| \| \| \| \| \| \| \| \| \| \| \| \| \| \| \| \| \| \| \| \| \| \| \| \| \| \| \| \| \| \| \| \| 24. Ralph de Neville, Bá tước xứ Westmorland thứ nhất (=10)[26] \| \| \| \| \| \| \| \| \| \| \| \| \| \| \| \| \| \| \| \| \| \| \| \| \| \| \| \| \| \| \| \| \| \| \| \| \| \| \| \| \| \| \| \| \| \| \| \| \| \| \| \| \| \| 12. Richard Neville, Bá tước xứ Salisbury thứ 5[27] \| \| \| \| \| \| \| \| \| \| \| \| \| \| \| \| \| \| \| \| \| \| \| \| \| \| \| \| \| \| \| \| \| \| \| \| \| \| \| \| \| \| \| \| \| \| \| \| \| \| \| \| \| \| 25. Lady Joan Beaufort (=11)[26] \| \| \| \| \| \| \| \| \| \| \| \| \| \| \| \| \| \| \| \| \| \| \| \| \| \| \| \| \| \| \| \| \| \| \| \| \| \| \| \| \| \| \| \| \| \| \| \| \| \| \| \| \| \| 6. Richard Neville, Bá tước xứ Warwick thứ 16[22] \| \| \| \| \| \| \| \| \| \| \| \| \| \| \| \| \| \| \| \| \| \| \| \| \| \| \| \| \| \| \| \| \| \| \| \| \| \| \| \| \| \| \| \| \| \| \| \| \| \| \| \| \| \| 26. Thomas Montacute, Bá tước xứ Salisbury thứ 4 \| \| \| \| \| \| \| \| \| \| \| \| \| \| \| \| \| \| \| \| \| \| \| \| \| \| \| \| \| \| \| \| \| \| \| \| \| \| \| \| \| \| \| \| \| \| \| \| \| \| \| \| \| \| 13. Alice Neville, Bà Bá tước xứ Salisbury[27] \| \| \| \| \| \| \| \| \| \| \| \| \| \| \| \| \| \| \| \| \| \| \| \| \| \| \| \| \| \| \| \| \| \| \| \| \| \| \| \| \| \| \| \| \| \| \| \| \| \| \| \| \| \| 27. Lady Eleanor Holland \| \| \| \| \| \| \| \| \| \| \| \| \| \| \| \| \| \| \| \| \| \| \| \| \| \| \| \| \| \| \| \| \| \| \| \| \| \| \| \| \| \| \| \| \| \| \| \| \| \| \| \| \| \| 3. Lady Isabel Neville[22] \| \| \| \| \| \| \| \| \| \| \| \| \| \| \| \| \| \| \| \| \| \| \| \| \| \| \| \| \| \| \| \| \| \| \| \| \| \| \| \| \| \| \| \| \| \| \| \| \| \| \| \| \| \| 28. Thomas de Beauchamp, Bá tước xứ Warwick thứ 12 \| \| \| \| \| \| \| \| \| \| \| \| \| \| \| \| \| \| \| \| \| \| \| \| \| \| \| \| \| \| \| \| \| \| \| \| \| \| \| \| \| \| \| \| \| \| \| \| \| \| \| \| \| \| 14. Richard de Beauchamp, Bá tước xứ Warwick thứ 13 \| \| \| \| \| \| \| \| \| \| \| \| \| \| \| \| \| \| \| \| \| \| \| \| \| \| \| \| \| \| \| \| \| \| \| \| \| \| \| \| \| \| \| \| \| \| \| \| \| \| \| \| \| \| 29. Margaret Ferrers \| \| \| \| \| \| \| \| \| \| \| \| \| \| \| \| \| \| \| \| \| \| \| \| \| \| \| \| \| \| \| \| \| \| \| \| \| \| \| \| \| \| \| \| \| \| \| \| \| \| \| \| \| \| 7. Lady Anne Beauchamp, Nữ Bá tước Warwick thứ 16[22] \| \| \| \| \| \| \| \| \| \| \| \| \| \| \| \| \| \| \| \| \| \| \| \| \| \| \| \| \| \| \| \| \| \| \| \| \| \| \| \| \| \| \| \| \| \| \| \| \| \| \| \| \| \| 30. Thomas le Despenser, Bá tước xứ Gloucester thứ nhất \| \| \| \| \| \| \| \| \| \| \| \| \| \| \| \| \| \| \| \| \| \| \| \| \| \| \| \| \| \| \| \| \| \| \| \| \| \| \| \| \| \| \| \| \| \| \| \| \| \| \| \| \| \| 15. Isabel le Despenser, Bà Bá tước Worcester và Warwick \| \| \| \| \| \| \| \| \| \| \| \| \| \| \| \| \| \| \| \| \| \| \| \| \| \| \| \| \| \| \| \| \| \| \| \| \| \| \| \| \| \| \| \| \| \| \| \| \| \| \| \| \| \| 31. Constance xứ York \| \| \| \| \| \| \| \| \| \| \| \| \| \| \| \| \| \| \| \| \| \| \| \| \| \| \| \| \| \| \| \| \| \| \| \| \| \| \| \| \| \| \| \| \| \| \| \| \| \| \| \| |                                                             |  |  |  |  |  |  |  |  |  |  |  |  |  |  |  |
| |                                                             |  |  |  |  |  |  |  |  |  |  |  |  |  |  |  |
| | 16. Edmund xứ Langley, Công tước xứ York thứ nhất           |  |  |  |  |  |  |  |  |  |  |  |  |  |  |  |
| |                                                             |  |  |  |  |  |  |  |  |  |  |  |  |  |  |  |
| |                                                             |  |  |  |  |  |  |  |  |  |  |  |  |  |  |  |
| | 8. Richard xứ Conisburgh, Bá tước xứ Cambridge thứ 3        |  |  |  |  |  |  |  |  |  |  |  |  |  |  |  |
| |                                                             |  |  |  |  |  |  |  |  |  |  |  |  |  |  |  |
| |                                                             |  |  |  |  |  |  |  |  |  |  |  |  |  |  |  |
| | 17. Isabella xứ Castile, Bà Công tước xứ York               |  |  |  |  |  |  |  |  |  |  |  |  |  |  |  |
| |                                                             |  |  |  |  |  |  |  |  |  |  |  |  |  |  |  |
| |                                                             |  |  |  |  |  |  |  |  |  |  |  |  |  |  |  |
| | 4. Richard Plantagenet, Công tước thứ 3 xứ York             |  |  |  |  |  |  |  |  |  |  |  |  |  |  |  |
| |                                                             |  |  |  |  |  |  |  |  |  |  |  |  |  |  |  |
| |                                                             |  |  |  |  |  |  |  |  |  |  |  |  |  |  |  |
| | 18. Roger Mortimer, Bá tước xứ March thứ 4                  |  |  |  |  |  |  |  |  |  |  |  |  |  |  |  |
| |                                                             |  |  |  |  |  |  |  |  |  |  |  |  |  |  |  |
| |                                                             |  |  |  |  |  |  |  |  |  |  |  |  |  |  |  |
| | 9. Anne de Mortimer                                         |  |  |  |  |  |  |  |  |  |  |  |  |  |  |  |
| |                                                             |  |  |  |  |  |  |  |  |  |  |  |  |  |  |  |
| |                                                             |  |  |  |  |  |  |  |  |  |  |  |  |  |  |  |
| | 19. Lady Alianore Holland                                   |  |  |  |  |  |  |  |  |  |  |  |  |  |  |  |
| |                                                             |  |  |  |  |  |  |  |  |  |  |  |  |  |  |  |
| |                                                             |  |  |  |  |  |  |  |  |  |  |  |  |  |  |  |
| | 2. George Plantagenet, Công tước thứ nhất xứ Clarence       |  |  |  |  |  |  |  |  |  |  |  |  |  |  |  |
| |                                                             |  |  |  |  |  |  |  |  |  |  |  |  |  |  |  |
| |                                                             |  |  |  |  |  |  |  |  |  |  |  |  |  |  |  |
| | 20. John Neville, Nam tước Neville thứ 3 xứ Raby            |  |  |  |  |  |  |  |  |  |  |  |  |  |  |  |
| |                                                             |  |  |  |  |  |  |  |  |  |  |  |  |  |  |  |
| |                                                             |  |  |  |  |  |  |  |  |  |  |  |  |  |  |  |
| | 10. Ralph de Neville, Bá tước xứ Westmorland thứ nhất (=24) |  |  |  |  |  |  |  |  |  |  |  |  |  |  |  |
| |                                                             |  |  |  |  |  |  |  |  |  |  |  |  |  |  |  |
| |                                                             |  |  |  |  |  |  |  |  |  |  |  |  |  |  |  |
| | 21. Hon. Maud de Percy                                      |  |  |  |  |  |  |  |  |  |  |  |  |  |  |  |
| |                                                             |  |  |  |  |  |  |  |  |  |  |  |  |  |  |  |
| |                                                             |  |  |  |  |  |  |  |  |  |  |  |  |  |  |  |
| | 5. Cecily Neville                                           |  |  |  |  |  |  |  |  |  |  |  |  |  |  |  |
| |                                                             |  |  |  |  |  |  |  |  |  |  |  |  |  |  |  |
| |                                                             |  |  |  |  |  |  |  |  |  |  |  |  |  |  |  |
| | 22. John xứ Gaunt, Công tước thứ nhất xứ Lancaster          |  |  |  |  |  |  |  |  |  |  |  |  |  |  |  |
| |                                                             |  |  |  |  |  |  |  |  |  |  |  |  |  |  |  |
| |                                                             |  |  |  |  |  |  |  |  |  |  |  |  |  |  |  |
| | 11. Lady Joan Beaufort (=25)                                |  |  |  |  |  |  |  |  |  |  |  |  |  |  |  |
| |                                                             |  |  |  |  |  |  |  |  |  |  |  |  |  |  |  |
| |                                                             |  |  |  |  |  |  |  |  |  |  |  |  |  |  |  |
| | 23. Katherine Swynford                                      |  |  |  |  |  |  |  |  |  |  |  |  |  |  |  |
| |                                                             |  |  |  |  |  |  |  |  |  |  |  |  |  |  |  |
| |                                                             |  |  |  |  |  |  |  |  |  |  |  |  |  |  |  |
| | 1. Margaret Plantagenet                                     |  |  |  |  |  |  |  |  |  |  |  |  |  |  |  |
| |                                                             |  |  |  |  |  |  |  |  |  |  |  |  |  |  |  |
| |                                                             |  |  |  |  |  |  |  |  |  |  |  |  |  |  |  |
| | 24. Ralph de Neville, Bá tước xứ Westmorland thứ nhất (=10) |  |  |  |  |  |  |  |  |  |  |  |  |  |  |  |
| |                                                             |  |  |  |  |  |  |  |  |  |  |  |  |  |  |  |
| |                                                             |  |  |  |  |  |  |  |  |  |  |  |  |  |  |  |
| | 12. Richard Neville, Bá tước xứ Salisbury thứ 5             |  |  |  |  |  |  |  |  |  |  |  |  |  |  |  |
| |                                                             |  |  |  |  |  |  |  |  |  |  |  |  |  |  |  |
| |                                                             |  |  |  |  |  |  |  |  |  |  |  |  |  |  |  |
| | 25. Lady Joan Beaufort (=11)                                |  |  |  |  |  |  |  |  |  |  |  |  |  |  |  |
| |                                                             |  |  |  |  |  |  |  |  |  |  |  |  |  |  |  |
| |                                                             |  |  |  |  |  |  |  |  |  |  |  |  |  |  |  |
| | 6. Richard Neville, Bá tước xứ Warwick thứ 16               |  |  |  |  |  |  |  |  |  |  |  |  |  |  |  |
| |                                                             |  |  |  |  |  |  |  |  |  |  |  |  |  |  |  |
| |                                                             |  |  |  |  |  |  |  |  |  |  |  |  |  |  |  |
| | 26. Thomas Montacute, Bá tước xứ Salisbury thứ 4            |  |  |  |  |  |  |  |  |  |  |  |  |  |  |  |
| |                                                             |  |  |  |  |  |  |  |  |  |  |  |  |  |  |  |
| |                                                             |  |  |  |  |  |  |  |  |  |  |  |  |  |  |  |
| | 13. Alice Neville, Bà Bá tước xứ Salisbury                  |  |  |  |  |  |  |  |  |  |  |  |  |  |  |  |
| |                                                             |  |  |  |  |  |  |  |  |  |  |  |  |  |  |  |
| |                                                             |  |  |  |  |  |  |  |  |  |  |  |  |  |  |  |
| | 27. Lady Eleanor Holland                                    |  |  |  |  |  |  |  |  |  |  |  |  |  |  |  |
| |                                                             |  |  |  |  |  |  |  |  |  |  |  |  |  |  |  |
| |                                                             |  |  |  |  |  |  |  |  |  |  |  |  |  |  |  |
| | 3. Lady Isabel Neville                                      |  |  |  |  |  |  |  |  |  |  |  |  |  |  |  |
| |                                                             |  |  |  |  |  |  |  |  |  |  |  |  |  |  |  |
| |                                                             |  |  |  |  |  |  |  |  |  |  |  |  |  |  |  |
| | 28. Thomas de Beauchamp, Bá tước xứ Warwick thứ 12          |  |  |  |  |  |  |  |  |  |  |  |  |  |  |  |
| |                                                             |  |  |  |  |  |  |  |  |  |  |  |  |  |  |  |
| |                                                             |  |  |  |  |  |  |  |  |  |  |  |  |  |  |  |
| | 14. Richard de Beauchamp, Bá tước xứ Warwick thứ 13         |  |  |  |  |  |  |  |  |  |  |  |  |  |  |  |
| |                                                             |  |  |  |  |  |  |  |  |  |  |  |  |  |  |  |
| |                                                             |  |  |  |  |  |  |  |  |  |  |  |  |  |  |  |
| | 29. Margaret Ferrers                                        |  |  |  |  |  |  |  |  |  |  |  |  |  |  |  |
| |                                                             |  |  |  |  |  |  |  |  |  |  |  |  |  |  |  |
| |                                                             |  |  |  |  |  |  |  |  |  |  |  |  |  |  |  |
| | 7. Lady Anne Beauchamp, Nữ Bá tước Warwick thứ 16           |  |  |  |  |  |  |  |  |  |  |  |  |  |  |  |
| |                                                             |  |  |  |  |  |  |  |  |  |  |  |  |  |  |  |
| |                                                             |  |  |  |  |  |  |  |  |  |  |  |  |  |  |  |
| | 30. Thomas le Despenser, Bá tước xứ Gloucester thứ nhất     |  |  |  |  |  |  |  |  |  |  |  |  |  |  |  |
| |                                                             |  |  |  |  |  |  |  |  |  |  |  |  |  |  |  |
| |                                                             |  |  |  |  |  |  |  |  |  |  |  |  |  |  |  |
| | 15. Isabel le Despenser, Bà Bá tước Worcester và Warwick    |  |  |  |  |  |  |  |  |  |  |  |  |  |  |  |
| |                                                             |  |  |  |  |  |  |  |  |  |  |  |  |  |  |  |
| |                                                             |  |  |  |  |  |  |  |  |  |  |  |  |  |  |  |
| | 31. Constance xứ York                                       |  |  |  |  |  |  |  |  |  |  |  |  |  |  |  |
| |                                                             |  |  |  |  |  |  |  |  |  |  |  |  |  |  |  |
| |                                                             |  |  |  |  |  |  |  |  |  |  |  |  |  |  |  |

## Gia đình
| Tên                                   | Chân dung | Ngày sinh và ngày mất                     | Ghi chú |
| ------------------------------------- | --------- | ----------------------------------------- | --- |
| Henry Pole, Nam tước Montagu thứ nhất |           | ? tháng ? năm 1492 – 9 tháng 1 năm 1539   | Là một trong những người tham gia vụ xét xử Anne Boleyn. Kết hôn với Jane Neville, con gái của George Nevill, Nam tước Bergavenny thứ 5, và Joan FitzAlan. Có hậu duệ.                                                                                   |
| Arthur Pole                           |           | ? tháng ? năm 1499 – Tháng 8 năm 1532     | Lãnh chúa trang viên của Broadhurst ở Sussex. Kết hôn với Jane Lewknor, con gái của Roger Lewknor và Eleanor Tuchet, cháu ngoại của John Tuchet, Nam tước Audley thứ 6. Có hậu duệ.                                                                      |
| Reginald Pole                         |           | ? tháng ? năm 1500 – 17 tháng 11 năm 1558 | Là Giám mục, sau thành Hồng y ở nhiều khu vực, bao gồm Anh với chức vụ Tổng Giám mục Canterbury. Là Tổng Giám mục cuối cùng theo Công giáo ở Anh. |
| Geoffrey Pole                         |           | ? tháng ? năm 1501 - Tháng 11 năm 1562    | Lãnh chúa trang viên của Lordington ở Sussex, bị vua Henry VIII buộc tội phản quốc và thông đồng với Hoàng đế Karl V, phải sống lưu vong ở Châu Âu đại lục. Kết hôn với Constance Pakenham, cháu gái và người thừa kế của Sir John Pakenham. Có hậu duệ. |
| Ursula Pole, Nữ Nam tước Stafford     |           | ? tháng ? năm 1504 – 12 tháng 8 năm 1570  | Kết hôn với Henry Stafford, Nam tước Stafford thứ nhất. Có hậu duệ. |

## Trong văn hóa đại chúng
Hình tượng của Nữ Bá tước Margaret Pole xuất hiện trong vở kịch của William Shakespeare vào thế kỉ XVI mang tên Richard III, là con gái còn nhỏ của Công tước Clarence bị giết hại.
Nhân vật Lady Salisbury trong loạt phim The Tudors, được diễn xuất bởi Kate O'Toole năm 2007 và 2009, dựa tên hình tượng Margaret Pole. Janet Henfrey đóng vai Margaret trong mùa 4 ("The Devil's Spit") của Wolf Hall, bộ phim công chiếu năm 2015 của BBC dựa tên quyển tiểu thuyếtWolf Hall (2009) và Bring Up the Bodies (2012) của Hilary Mantel.
Margaret là nhân vật chính trong tiểu thuyết của Philippa Gregory năm 2014 The King's Curse. Bà cũng xuất hiện trong tiểu thuyết của Gregory xuất bản năm 2013, The White Princess, và được diễn xuất bởi Rebecca Benson trong bộ phim cùng tên. Margaret cũng là nhân vật chính trong tiểu thuyết xuất bản năm 2016 của Samantha Wilcoxson, Faithful Traitor.